# 大地震 (2005年の映画)
『大地震』（だいじしん）は、2005年11月3日から、2006年1月4日まで、ネットシネマより配信された映画。レッドライスメディウム製作。2006年3月、アムモよりDVDが発売。2006年10月には、東映チャンネルでも放映された。

## ストーリー
市役所の防災課に勤める天海道雄は、仕事に打ち込むあまり家庭を顧みない。地元のFM放送局でキャスターを務める娘の玲子は、そんな父親に耐えかねて家を飛び出し、妻の美佐子も息子の竜一を連れて別居状態にある。ある夜、大地震が起こり、玲子の目の前で恋人の同僚が死亡。美佐子と竜一は、地下街に閉じ込められてしまう。道雄も瓦礫に身体を挟まれ身動きが取れなくなるが、部下の宮田恵子や山下法文に携帯電話で指示を与えながら、恵子を中継して家族と連絡を試みる。

## 概要
インターネット・ムービーを多く手がける喜屋武靖が、監督・脚本・編集の三役を務めた作品。バラバラになっていた家族が、大地震をきっかけに心の絆を取り戻すさまを描くと同時に、地震に対する心得や対処法が適宜挿入されている。

## キャスト
- 天海玲子：吉井怜
- 天海美佐子：西田薫
- 天海竜一：松下将也
- 山下法文：高槻純
- 宮田恵子：浅野麻衣子
- 天海道雄：寺泉憲

## スタッフ
- 監督・脚本・編集：喜屋武靖
- 音楽：黒川大輔
- 製作：堀江貴文、大和田廣樹